# Miyazu
Miyazu (宮津市?) è una città giapponese della prefettura di Kyōto.